# Вилем ван де Велде Стари
Вилем ван де Велде Стари (ок. 1611 – 13 декември 1693) е нидерландски маринист от епохата на Златния век на нидерландстака живопис.

## Биография
Вилем ван де Велде, известен като Стари, е роден в Лайден, в семейството на фламандски шкипер и се вярва, че е отгледан на кораб. През 1706 Бейнбриг Бъкедирж отбелязва, че той „разбира навигацията много добре“. Жени се за Юдит Адриансдохтер ван Леувен в Лайден през 1631.
Трите му известни законни деца са Магдалена (р. 1632), Вилем, наричан Младия (р. 1633), който също е маринист и Адриан (р. 1636), пейзажист.
Бракът му е бурен, особено в последните години, и приключва с развод през юли 1662.
След преместването му в Англия, чиято дата е неизвестна, но се предполага, че е в края на 1672 или началото на 1673, Вилем живее със семейството си на Ийст Лейн, Гринуич и използва кралски помещения (днес част от Националния морски музей в Гринуич) като студио. Изглежда, че след възкачването на Уилям и Мери на английския престол тези помещения са му отнети и до 1691 той живее на улица „Саквил“, днес близо до Пикадили съркъс.
Вилем Стари е официалният художник на нидерландската флота за периода между Четиридневната битка (1-4 юни 1666) и Битката на деня на св. Джеймс (25 юли 1666), за да прави скици.
Умира в Лондон и е погребан в църквата „Св. Джеймс“.
- „Битката за Терхейд“ (1657), увековечаваща битката при Шевенинген на 10 август 1653
- „Битката при Шоневелд“ (1674), увековечаваща едноименното сражение от 7 юни 1673